# ریمن مینی
ریمن مینی (به انگلیسی: Rayman Mini) یک بازی ویدئویی به سبک سکوبازی است که توسط یوبی‌سافت مون‌پلیه و پاستاگیمز توسعه یافته و به‌وسیلهٔ یوبی‌سافت در سپتامبر ۲۰۱۹ برای آی‌اواس و مک‌اواس از طریق سرویس اشتراک اپل آرکید منتشر شده‌است.

## شرح
ریمن مینی بر روی شخصیت ریمن متمرکز است که این بار به اندازه یک مورچه کوچک شده است. بازیکنان باید از سناریوهایی (در مجموع ۴۸ مرحله)، پر از موانع و دشمنان مختلف عبور کنند که هدف آن خنثی کردن طلسم است. بازی این امکان را به شما می دهد که بین سه شخصیت (باربارا، ریمن یا گلوباکس) یکی را انتخاب کنید و لباس های مختلف را برای شخصی سازی آنها باز کنید.

## توسعه
میشل آنسل گفت که او "فرصت مناسبی برای غوطه ور کردن بازیکن در یک جهان عکاسی ماکرو" احساس می کند و این توانایی را به او می دهد تا ایده ایجاد یک دنیای کوچک ریمن را ایجاد کند و او طراحی مرحله را به عنوان بخش سخت تر توسعه بازی توصیف کرد. آنسل قول داد که به‌روزرسانی‌های آینده پس از راه‌اندازی ریمن مینی ارائه می‌شود و می‌خواهد نقش پایه‌گذاری برند را در سرویس اپل آرکید را به آن بدهد.

## بازتاب‌ها
جروم جافارد از سایت Jeuxvideo بازی را زیبا و مؤثر توصیف می کند و مراحل و موسیقی متن بازی را با کیفیت بالا تحسین می‌کند. نویسنده اضافه کرد که گیم پلی بازی در مقایسه با ماجراهای ریمن بهبود یافته است، جایی که دشواری دقیقاً محاسبه شده بود، اما ویژگی های خوب قدیمی را بدون تغییر حفظ کرد. فقدان مکانیک های جدید، شخصیت‌های جدید و جوایزی که داخل بازی عرضه می شود مورد انتقاد قرار گرفت.
وبگاه Multiplayer.it پویانمایی های بازی را شایسته یک کارتون می داند. با این حال، از این بازی به عنوان یک بازی پلتفرم قدیمی با طراحی غیر الهام‌آمیز و مشکلات متوسط صحبت می‌شد.